# وادي الحجارة (مقاطعة)
مقاطعة وادي الحجارة (بالإسبانية: Guadalajara) هي مقاطعة إسبانية تقع في وسط الدولة، تقع ضمن حدود قشتالة والمنشف.
عاصمتها هي مدينة وادي الحجارة، تنقسم المقاطعة إلى 288 بلدية.

## الجغرافيا
تقع مقاطعة وادي الحجارة في وسط إسبانيا تحدها من الشمال مقاطعة سوريا ومقاطعة شقوبية، ومن الشمال الشرقي مقاطعة سرقسطة، ومن الجنوب مقاطعة قونكة، ومن الشرق مقاطعة طرويل، ومن الغرب مقاطعة مدريد.
تبلغ مساحة مقاطعة وادي الحجارة 12.167 كم².

## الديموغرافيا
يبلغ عدد سكان مقاطعة وادي الحجارة 256.461 نسمة عام 2011 (وفقاً للمعهد الوطني للإحصاء الإسباني).
فيما يلي قائمة أكبر البلديات من حيث عدد السكان (بتاريخ 1 يناير 2011):
1. وادي الحجارة 84.453 نسمة
2. أثوكيكا دي إناريس 34.195 نسمة
3. ألوفيرا 11.717 نسمة
4. إل كاسار 11.269 نسمة
5. كابانياس ديل كامبو 9.477 نسمة
6. فيانويفا دي لا توري 6.284 نسمة
7. مارتشامالو 6.042 نسمة
8. توريخون ديل ري 5.041 نسمة
9. سيغونثة 4.947 نسمة
10. مولينا دي أراغون 3.670 نسمة

## توأمة
لوادي الحجارة (مقاطعة) اتفاقيات توأمة مع:
- غوادالاخارا

## أعلام
- أكوسينا هرنانديز